# Ожехувек (Радомщанський повіт)
Ожехувек (пол. Orzechówek) — село в Польщі, у гміні Кобелі-Великі Радомщанського повіту Лодзинського воєводства.
Населення — 219 осіб (2011).
У 1975-1998 роках село належало до Пйотрковського воєводства.

## Демографія
Демографічна структура станом на 31 березня 2011 року:
|          | Загалом | Допрацездатний вік | Працездатний вік | Постпрацездатний вік |
| -------- | ------- | ------------------ | ---------------- | -------------------- |
| Чоловіки | 104     | 18                 | 76               | 10                   |
| Жінки    | 115     | 25                 | 68               | 22                   |
| Разом    | 219     | 43                 | 144              | 32                   |